# Municipio de Mill Creek (condado de Pottawatomie)
El municipio de Mill Creek (en inglés: Mill Creek Township) es un municipio ubicado en el condado de Pottawatomie en el estado estadounidense de Kansas. En el año 2010 tenía una población de 1011 habitantes y una densidad poblacional de 9,32 personas por km².

## Geografía
El municipio de Mill Creek se encuentra ubicado en las coordenadas 39°31′31″N 96°10′45″O / 39.52528, -96.17917. Según la Oficina del Censo de los Estados Unidos, el municipio tiene una superficie total de 108.51 km², de la cual 108,13 km² corresponden a tierra firme y (0,35 %) 0,38 km² es agua.

## Demografía
Según el censo de 2010, había 1011 personas residiendo en el municipio de Mill Creek. La densidad de población era de 9,32 hab./km². De los 1011 habitantes, el municipio de Mill Creek estaba compuesto por el 95,55 % blancos, el 0,2 % eran afroamericanos, el 0,59 % eran amerindios, el 0,59 % eran asiáticos, el 1,88 % eran de otras razas y el 1,19 % eran de una mezcla de razas. Del total de la población el 4,06 % eran hispanos o latinos de cualquier raza.